# Tylototriton podichthys
Tylototriton podichthys — вид хвостатих земноводних родини саламандрових (Salamandridae). Описаний у 2015 році.

## Поширення
Ендемік Лаосу. Поширений у тропічних вологих лісах у провінціях Луанг-Прабанг, Сіангкхуанг і Хуапхан на північному сході країни.